# Geschützter Landschaftsbestandteil Feldgehölz nördlich des Mühlenberges

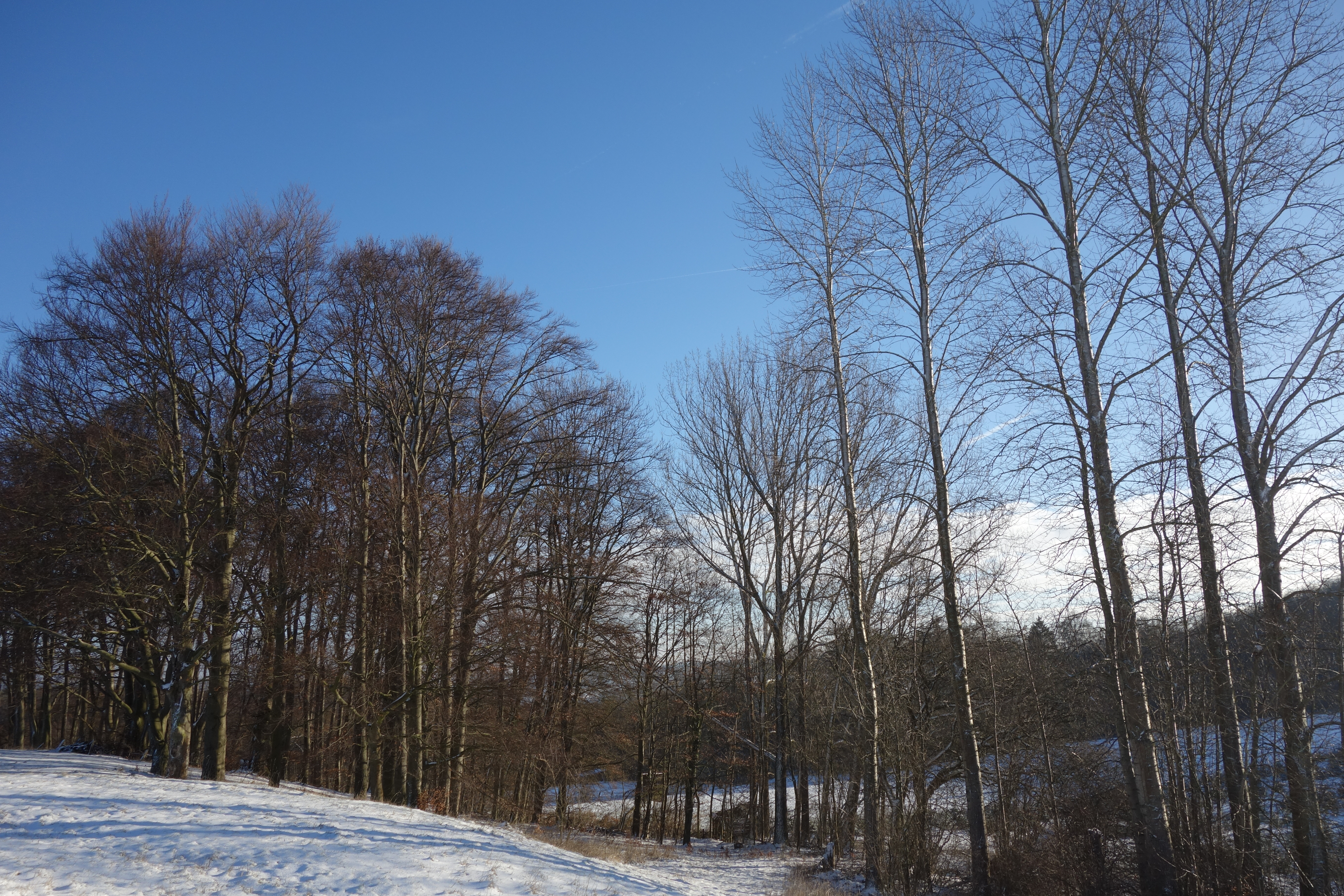
Westteil des Geschützten Landschaftsbestandteil Feldgehölz nördlich des Mühlenberges

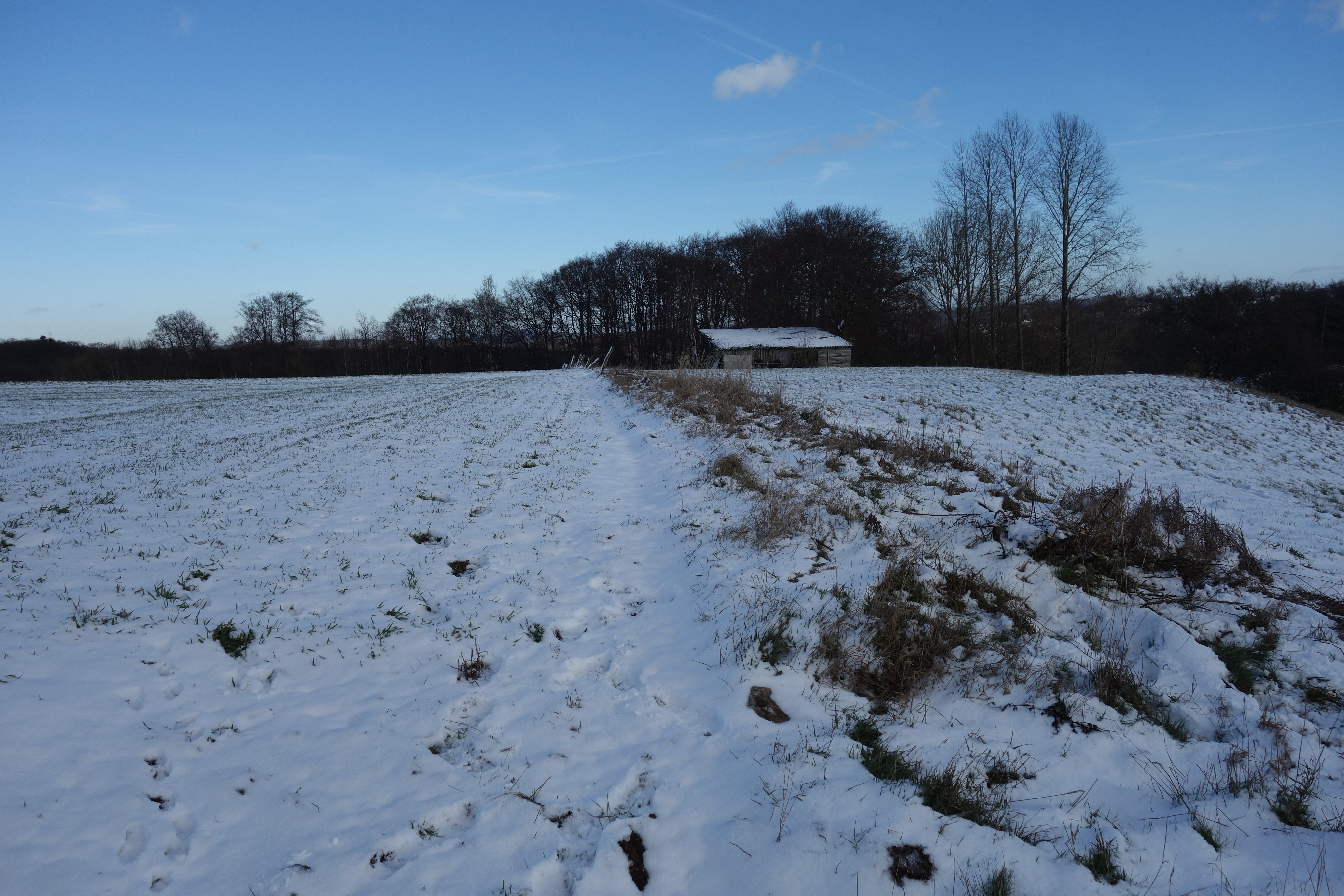
Wald im Hintergrund gehört zum Geschützten Landschaftsbestandteil Feldgehölz nördlich des Mühlenberges

Der Geschützter Landschaftsbestandteil Feldgehölz nördlich des Mühlenberges mit 0,74 ha Flächengröße liegt im Stadtgebiet von Marsberg östlich von Essentho und im Hochsauerlandkreis. Das Gebiet wurde 2008 mit dem Landschaftsplan Marsberg durch den Kreistag des Hochsauerlandkreises als Geschützter Landschaftsbestandteil (LB) ausgewiesen. Der LB grenzt im Süden und Osten an das Landschaftsschutzgebiet Randhöhen zwischen Sintfeld und Diemeltal und im Westen und Norden an das Landschaftsschutzgebiet Heidenpost / Steintwisten und Niedernfeld.

## Beschreibung
Beim LB handelt es sich um einen Bereich mit flachgründigen Böden auf Zechsteinkalken. Die Geländeböschungen des LB fallen nach Osten und Süden ab. Der östliche Bereich des LB ist ein Buchenfeldgehölz mit artenreicher Krautschicht eines Waldmeister-Buchenwaldes. Im Westen liegt Weidegrünland mit einer Buchengruppe. Dort liegt am Südrand eine Quelle, die von einigen Zitterpappeln und anderen Gehölzen umstanden ist. Der folgende Quellbach bildet die Südgrenze des LB.
Laut Landschaftsplan ist das LB ein artenschutzbedeutsames und optisch belebendes Landschaftselement.

## Schutzzweck
Die Ausweisung als LB erfolgte:
- Zur Erhaltung, Entwicklung oder Wiederherstellung der Leistungs- und Funktionsfähigkeit des Naturhaushaltes
- Zur Belebung, Gliederung oder Pflege des Orts- und Landschaftsbildes
- Zur Abwehr schädlicher Einwirkungen

Das LB stellt, wie die anderen LBs im Landschaftsplangebiet, einen herausragenden Lebensraum für die ökologischen Leistungsfähigkeit des Naturhaushaltes dar. Dient ferner als landschaftsgliederndes und -belebendes Element. Die Ausweisung dient der Abwehr realer oder potenzieller schädlicher Einwirkungen durch Pflanzenentnahme, Relief- oder Gewässerveränderungen usw.

## Spezielle Naturschutzmaßnahmen
2019 pachtete der Verein für Natur- und Vogelschutz im Hochsauerlandkreis (VNV) eine Grünlandfläche 1,6 ha Flächengröße die teilweise zum LB und teils zum Landschaftsschutzgebiet Heidenpost / Steintwisten und Niedernfeld gehört. Der Landschaftspflegetrupp der Biologische Station Hochsauerlandkreis arbeitete auf dieser Flächen 2019 um eine Zauntrassen freizustellen. Die alten Zäune waren teils total in Gebüschen verschwunden. Um halbwegs vernünftig arbeiten zu können, musste zuerst der Stacheldraht der alten Zäune entfernt werden. Auf den Flächen fand dann eine extensive Grünlandnutzung statt.